# 로쿠오인역
로쿠오인역(일본어: 鹿王院駅, ろくおういんえき)은 일본 교토부 교토시 우쿄구에 있는 게이후쿠 전기 철도 아라시야마 본선의 역이다. 역 번호는 A11이다.

## 역사
- 1956년 11월 27일: 영업 개시.

## 역 구조
상대식 승강장 2면 2선의 지상역이다. 역 동쪽의 건널목을 통과하는 도로에는 각 플랫폼과 계단에서 연결된다. 아라시야마 방면 승강장의 폭은 특히 좁아 벤치 앞의 폭을 확보하는 그 벤치의 등 부분을 커트로 설치하였으며 도로는 건널목 부분도 포함하여 노폭이 좁고 가장 가까운 간선 도로인 산조도리에 약 300m의 거리에는 자동차의 이합이 어려운 곳이 있다.

## 역 주변
- 로쿠오인(사원)
- 교토 시립 히로사와 초등학교

## 인접역
| 게이후쿠 전기 철도 ■ 아라시야마 본선 | 게이후쿠 전기 철도 ■ 아라시야마 본선 | 게이후쿠 전기 철도 ■ 아라시야마 본선 |
| ------------------------------------ | ------------------------------------ | ------------------------------------ |
| A10 구루마자키진자 시조오미야 방면   |                                      | 란덴사가 A12 아라시야마 방면         |